# Пульса де-нура
Пульса де-нура, правильніше у множині Пульсей де-нура (арам. פולסא דנורא, «удар вогню»; слово «пульсу», як і українське «пульс» (удари серця), запозичене з латини) — образний вираз у талмудичній літературі, що означає «болючі покарання на рівні нефізичного, сутнісного світу».

## «Пульсей де-нура» у талмудичній та кабалістичній літературі
Метафізика юдаїзму послідовно використовує поняття «світло» для опису явної присутності Бога, Його атрибутів (справедливість, істина, гармонія) або Його еманацій, духовних сутностей (ангели, духи, душі). Світло розсіяне — праведнику (псалом 97), Народ, що йде в темряві, побачив велике світло (Ісая 9). Звідси випливають метафізичні поняття «темрява» — «невидимий, лякає або незрозумілий для людини прояв Бога» (адже темрявою (виявиться) День (суду) Єдиного, а не світлом! — Амос 5) і «вогонь» — «нестерпна, надлюдсько сильна або болісна присутність Бога» (бо Єдиний, Бог твій — вогонь, що пожирає він, Бог ревний — Втор. 4:24; а виглядала гідність Єдиного як вогонь пожираючий — Вих. 24:17).
Мідраш (поетичне тлумачення основ юдаїзму, бл. IV ст. н. е.) використовує поняття «вогонь, що пожирає (всякий інший) вогонь» ( івр. אש אוכלה אש еш охла еш) для опису абсолютного, нестерпного для всього матеріального, очищення духовної сутності: Прийшов Моше до річки, що складається з вогню, що пожирає вогонь, в яку занурюються Ангели, перш ніж стануть перед Всевишнім, Благословенний Він (Псикта Раббаті 20). У тому ж мідраші (духовне) світло Творця захищає Моше від (духовного) вогню ангелів. Отже, співвідношення метафор зберігається: світло захищає, вогонь вражає.
Рання кабалістична література — збірки Хейхалот (2 ст. н. е. і далі) — також використовують «вогонь, що пожирає (будь-який інший) вогонь» як метафору для рівня духовності, нестерпного для матерії і недоліків смертного тіла: Ханох (Енох), перш ніж стати ангелом-секретарем (метатроном) Творця, бачить незліченне воїнство духовного світу, що складається з вогню, що пожирає вогонь.
Середньовічна літургія (піютим) називає самого Творця «вогнем, що пожирає вогонь».
Наслідуючи традиції антропоморфізму (каже Тора мовою людей — Брахот 31б), мудреці Талмуду часто описують Творця Всесвіту як царя, а його  духовних створінь — ангелів — як міністрів і царедворців. Подібно до царедворців того часу, ангели часто засуджуються до «тілесних» покарань, які описуються як шмагання «вогненними різками» — пульсою де-нура. Зрозуміло, традиція розуміє такий опис алегорично, як спроба передати людською мовою непередаване.
У розповідях мудреців такого покарання зазнають вже згадуваний метатрон Ханох, архангел Гавріель (Гавриїл) і навіть пророк Еліягу (Ілля).
У риториці мудреців цей зворот використовується також і щодо людей, для опису духовного гніву або осуду: «Був би тут Леві — побив би він тебе вогненними різками!», каже нар. Хуна своєму колезі (Бава Меціа 47а). Тут Пульс де-нура — не ритуал, а вираз.
Книга «Зоар» — кабалістичний коментар до Тори — дає наступне пояснення до слів «і перед святилищем Моїм тремтіть» (Лев. 19:30 і 26:2): «силою цього трепету дано дозвіл вогненним шмаганням (пульса де-нура) шмагати тих грішників, які не дотримуються заповідей Тори».
Усталений вираз «вогняні різки» застосовували до людей і в середні віки. Один з найбільших кабалістів Провансу, РаАБАД (нар. Авраам бен Давид; сучасний термін «кабала» винайдено його сином, нар. Іцхаком Сліпим) — говорить про свого опонента Маймоніда): «Якби (мудреці давнини) були живі, вони висікли б його вогненними різками».
Слід наголосити, що у всіх згаданих джерелах цей вислів не асоціюється з прокляттям або з якоюсь земною дією.

## Обряди відлучення та прокляття
Єврейської традиції знайоме явище «прокляття праведника». У Біблії (II Цар. 2:24) пророк Еліша (Єлисей) «прокляв ім'ям Всевишнього» підлітків, які глузували з нього, і вони негайно були розірвані ведмедями. Талмуд (Моед Катан 16б) приписує Богові слова: «Я правлю людьми, а хто править Мною? Праведнику! Адже Я ухвалюю рішення, а той його скасовує». Мідраш (Танхума Вайєра гл. 19) каже: «праведники дотримуються приписів Всевишнього, а Всевишній втілює в життя їхнє рішення».
Про одного з перших кабалістів, нар. Шим'оне бар-Йохай (2 в. н. е.), розповідають (Талмуд, Шабат 34а), що, вийшовши з печери, де ховався від римлян, він відшукав донощика, який зрадив його, і перетворив його поглядом у купу кісток.
З розвитком «практичної кабали» наприкінці середньовіччя з'являються згадки та описи містичних молитовних обрядів, покликаних накликати на людину, що провинилася, гнів небесного суду. Відповідно до базисних монотеїстичних уявлень, цей обряд не «керує» Божим гнівом, а є як би апеляцією до суду Божественної справедливості. Інформація про спосіб проведення такого обряду не розголошується, і кабаліст, якщо він вирішує провести його, робить це за власним розумінням і під свою відповідальність. Традиція підкреслює, що людина, яка закликає на інший гнів суду, потрапляє і сама під його пильну увагу, і якщо «жертва» невинна, покарання падає на того, хто викликав.
Природно, ці обряди зближуються з поняттям херем — відлучення від релігійної громади, відоме з біблійних часів і засвідчене в талмудичну епоху. Херем був засобом призвати на відлученого небесний (чи земний) гнів, а суто земної констатацією корінного невідповідності людини цій громаді. У різні часи херему на ідеологічній основі піддавалися видатні єврейські філософи, від раббі Еліезера, сина Гіркана (1 століття) до Баруха (Бенедикта) Спінози (17 століття).
У 18-19 ст, переважно в хасидських колах, укорінюється поняття кфіда — «гнів праведника». Людина, яку вразила кфіда, зобов'язана вибачитися перед праведником, інакше її спіткають біди.
На початку ХХ століття поєднання кфіди і херема остаточно одержало назву пульса де-нура.

## «Пульса де-нура» у наші дні
Передбачається, що рабин Хафец Хаїм робив «Пульса де Нура» Троцькому. Однак це спірно, тому що обряд має подіяти протягом року, але Хафец Хаїм помер 1933 року, а Троцького вбили 1940-го.
Євреї-ультраортодокси були розгнівані публікаціями в газеті, заснованій «батьком сучасного івриту» Еліезером Бен-Йєхудою, за що прокляли лінгвіста.
37-річний архітектор Еяль Рагоніс, колишній спецназівець, помер від серцевого нападу за два тижні після проведення проти нього «пульсу де-нура». Обряд був проведений, оскільки Рагоніс спроектував і побудував елітний комплекс на місці, де, ймовірно, міг знаходитися стародавній єврейський цвинтар.
У 2010 році археолог Ехуд Нецер, який знайшов могилу царя Ірода, був попереджений рабинами, щоб не розкривав стародавню могилу, або буде проклятий. Незабаром після розтину могили, Нецер стоячи на вершині пагорба Іродіон і спілкуючись з колегами, сперся на дерев'яний парапет. Вилетіли кріплення, перила відвалилися, і Нецер розбився, впавши з висоти.
У своїх інтерв'ю рабин Йосеф Даян, а також публіцист і громадський діяч Авігдор Ескін вказують на свою участь у проклятті «пульса де-нура» щодо прем'єр-міністрів Ізраїлю Іцхака Рабіна та Аріеля Шарона у 1995 та 2005 роках відповідно. Сам Ескін заперечує участь в обряді проти Шарона, але підтверджує, що саме він організував «пульса де-нура» щодо Рабіна. Рабін через місяць після прокляття був убитий, а Шарон менше ніж через півроку впав у кому і не виходячи з неї помер у 2014 році.
16 липня 2022 року Генадій Корбан пообіцяв проклясти Путіна, якщо він ще раз накаже обстріляти місто Дніпро.